# Reuben, Reuben
Reuben, Reuben es una película tragicómica de 1983 dirigida por Robert Ellis Miller y protagonizada por Tom Conti, Kelly McGillis (em su debut en el cine), Roberts Blossom, Cynthia Harris, y Joel Fabiani.
El film fue adaptado a la pantalla por Julius J. Epstein basado en la obra de 1967 de Herman Shumlin, que a su vez adaptó la novela de la novela de 1964 Reuben, Reuben de Peter De Vries. El protagonista de la novela de DeVries se basa en la vida del poeta Dylan Thomas, que fue un mujeriego compulsivo y alcohólico de toda la vida, finalmente sucumbió a los efectos de la intoxicación por alcohol en noviembre de 1953, mientras estaba en una gira de conferencias en Estados Unidos.

## Argumento
Gowan McGland (Tom Conti) es un poeta escocés bloqueado creativamente que se gana la vida cotidiana explotando la generosidad de extraños en un suburbio rico de Connecticut, donde recita sus versos a varios grupos artísticos y clubes de mujeres. Gowan es una especie de sanguijuela, que canta cenas caras de clientes acomodados (generalmente robando las propinas después) mientras seduce a sus aburridas esposas y afecta una actitud superior hacia los tipos burgueses engreídos que explota.

## Reparto principal
- Tom Conti como Gowan McGland
- Kelly McGillis como Geneva Spofford
- Roberts Blossom como Frank Spofford
- Cynthia Harris como Bobby
- E. Katherine Kerr como Lucille Haxby
- Joel Fabiani como Dr. Haxby
- Kara Wilson como Edith McGland
- Lois Smith como Mare Spofford
- Ed Grady como Doctor Ormsby
- Damon Douglas como Tad Springer
- Rex Robbins como C. B. Springer
- Jack Davidson como George Spofford
- Angus MacLachl como chico

## Premios y nominaciones
- Óscar al mejor actor (Tom Conti - nominado)
- Óscar al mejor guion adaptado (Julius J. Epstein, nominado)
- Globo de Oro al mejor actor dramático (Tom Conti - nominado)
- Globo de Oro al mejor guion (Julius J. Epstein, nominado)